# Sokszínű mézevő
A sokszínű mézevő (Gavicalis versicolor) a madarak osztályának a verébalakúak (Passeriformes) rendjébe, ezen belül a mézevőfélék (Meliphagidae) családjába tartozó faj.

## Rendszerezése
A fajt John Gould angol ornitológus írta le 1843-ban, a Ptilotis nembe Ptilotis versicolor néven. Besorolása vitatott, egyes szervezetek a Lichenostomus nembe sorolják Lichenostomus versicolor néven.

## Alfajai
- Gavicalis versicolor intermedius (Mayr & Rand, 1935)
- Gavicalis versicolor sonoroides (G. R. Gray, 1862)
- Gavicalis versicolor versicolor (Gould, 1843)
- Gavicalis versicolor vulgaris (Salomonsen, 1966)

## Előfordulása
Ausztrália északkeleti részén, valamint Pápua Új-Guinea és Indonézia területén honos. Természetes élőhelyei a szubtrópusi vagy trópusi mangroveerdők, síkvidéki esőerdők, lombhullató erdők és cserjések, valamint városi környezet. Állandó, nem vonuló faj.

## Megjelenése
Testhossza körülbelül 19–24 centiméter, testtömege 32-35 gramm körüli.

## Életmódja
Nektárral és rovarokkal táplálkozik, alkalmanként rákféléket is fogyaszt.

## Természetvédelmi helyzete
Az elterjedési területe nagyon nagy, egyedszáma pedig stabil. A Természetvédelmi Világszövetség Vörös listáján nem fenyegetett fajként szerepel.

## További információ
- Képek az interneten a fajról
- Internet Bird Collection - videók a fajról
- Xeno-canto.org - a faj hangja és elterjedési területe